# Giovanni Pagnini

Costruzione ed uso del compasso di proporzione, ed. spagnola, 1758

Giovanni Pagnini (... – XVIII secolo) è stato un matematico e idrologo maltese.

## Biografia
«Maltese, oriundo lucchese», fu professore di idrografia a Malta e membro dell'Ordine gerosolimitano. Nel 1750 diede alle stampe a Venezia un'opera intitolata Trattato della sfera, ed introduzione alla navigazione per uso de' piloti, mentre nel 1753 pubblicò a Napoli un trattatello di importanza pratica sul compasso proporzionale, diviso in sei capitoli e intitolato Costruzione ed uso del compasso di proporzione, che nel 1758 fu ripubblicato a Madrid in traduzione spagnola.

## Opere
- Trattato della sfera, ed introduzione alla navigazione per uso de' piloti, Venezia, Giovanni Battista Recurti, 1750.
- Costruzione ed uso del compasso di proporzione, Napoli, Ignazio Russo, 1753.
(ES) Construccion, y uso del compàs de proporcion, Madrid, Gabriel Ramírez, 1758.